# Chromaspirina inaurita
Chromaspirina inaurita är en rundmaskart som beskrevs av Christian Wieser och Stephen Donald Hopper 1967. Chromaspirina inaurita ingår i släktet Chromaspirina och familjen Desmodoridae. Inga underarter finns listade i Catalogue of Life.